# Roberto Di Matteo
Roberto Di Matteo (Schaffhausen, 29 de maio de 1970) é um treinador e ex-futebolista italiano. Atualmente está sem clube.

## Carreira

### Jogador
Nascido na Suíça, mas cidadão italiano (seus pais eram italianos), Di Matteo iniciou sua carreira no clube de sua cidade natal, o Schaffhausen. Se destacando, acabou sendo contratado pelo Zürich e, uma temporada depois, se transferiu para o Aarau. Com o último, ganhou seu primeiro título na carreira: o Campeonato Suíço de 1993.
Mais tarde, acabou sendo contratado pela Lazio, onde teve grande destaque, recebendo uma convocação de Arrigo Sacchi para a Seleção da Itália. Permaneceu durante três temporadas na Itália, quando, após desentendimentos com o então treinador, o tcheco Zdeněk Zeman, acabou sendo vendido para o Chelsea, da Inglaterra, com valores em torno de 4,9 milhões de libras.
Durante esse período na Inglaterra, Di Matteo continuou atuando com a Squadra Azzurra, participando inclusive, da Eurocopa de 1996 e, dois anos mais tarde, da Copa do Mundo de 1998. Também passaria a viver grandes momentos do Chelsea, se tornando uma importante peça do elenco num dos melhores momentos na história do clube e, ídolo da torcida azul. Porém, com apenas 31 anos, Di Matteo teve que encerrar prematuramente sua carreira nos campos, devido a uma grave fratura.

### Treinador
Em 2008, Di Matteo iniciou sua carreira como treinador. Seu início na função aconteceu na Inglaterra (onde viveu algum dos seus melhores momentos na carreira), no comando do Milton Keynes Dons, o qual, levou aos playoffs na League One. O clube não consegueria o acesso na disputa dos playoffs após derrota na decisão por pênaltis contra o Scunthorpe United, tendo seu ex-companheiro de Chelsea Tore André Flo desperdiçado a última cobrança. Uma temporada depois, acabou indo para o West Bromwich Albion.
No West Brom, consegueria seus melhores resultados como treinador, terminando em sua primeira temporada com o vice-campeonato do Championship e, consequentemente, com o retorno para a primeira divisão inglesa. Sua estreia na elite acabaria sendo contra o Chelsea, onde o West Brom acabaria saindo com uma humilhante derrota por 6 a 0. Porém, nas seis partidas seguintes, consegueria três vitórias e dois empates, sendo o melhor inicio de temporada do clube na história da Premier League. De quebra, Di Matteo seria eleito o melhor treinador de setembro. Acabou sendo demitido em 6 de fevereiro de 2011, após um péssima sequência de resultados.
Poucos meses após sua demissão, foi anunciado em 29 de junho como assistente do novo treinador do Chelsea, André Villas-Boas, retornando ao clube onde se tornou ídolo nove anos após sua saída. Após a demissão de Villas-Boas, assumiu interinamente o comando do clube.
Em pouco mais de um mês no comando do clube, Di Matteo levou o clube à duas finais. A primeira, na Copa da Inglaterra, aconteceu após vencer o rival local, o Tottenham Hotspur nas semifinais por 5 a 1. Já a segunda, a mais importante e comemorada, foi na Liga dos Campeões da UEFA, após eliminar nas semifinais o então atual campeão Barcelona, após vitória por 1 a 0 em casa e empate em 2 a 2 no Camp Nou. Na disputa da primeira final, a Copa da Inglaterra, o Chelsea conquistou seu sétimo título após vitória por 2 a 1 sobre o Liverpool.[carece de fontes?] Já na segunda, o clube conseguiu, enfim, o tão desejado título da Liga dos Campeões, batendo nos pênaltis (4a3) o Bayern Munique, após empate em 1 a 1 no tempo normal e prorrogação. Com isso, Di Matteo se tornou o primeiro italiano a conquistar o principal torneio de clubes do mundo por um clube que não fosse italiano.
Como resultado de suas conquistas, foi efetivado como treinador do Chelsea em 13 de junho, assinando um contrato de duas temporadas.
O início de sua primeira temporada efetivado no cargo, entretanto, acabou não sendo positiva. Na primeira disputa de título na temporada, a Supercopa da Inglaterra, saiu derrotado para o Manchester City por 3 a 2 (tendo sofrido os três gols do City em doze minutos, após sair na frente do placar). A segunda, a Supercopa Europeia, novamente uma derrota, desta vez para o Atlético de Madrid, com um placar bastante elástico: 4 a 1. Apesar dos insucessos nas disputas de títulos, na Premier League o clube conseguiu em suas primeiras oito partidas sete vitórias e um empate, incluindo uma por 2 a 1 sobre o Arsenal e outra por 4 a 2 sobre o Tottenham Hotspur (este agora treinado por  Mauricio Pochettino), ambas na casa do adversário. No entanto, nas quatro rodadas seguintes, o Chelsea empatou duas e perdeu as outras duas, caindo para terceiro na classificação após abrir uma considerável margem de pontos para o segundo colocado. O clube também não vinha tendo sucesso na Liga dos Campeões. Em suas cinco primeiras partidas, os Blues conseguiram apenas duas vitórias e um empate, caindo para terceiro no grupo após uma derrota para a Juventus por 3 a 0 na quinta partida. No dia seguinte a derrota para a Juventus, foi anunciada a sua demissão, apenas seis meses após a efetivação no cargo.

## Títulos

### Jogador
Aarau
- Campeonato Suíço: 1992–93

Chelsea
- Copa da Inglaterra: 1996–97, 1999–00
- Copa da Liga Inglesa: 1997–98
- Recopa Europeia da UEFA: 1997–98
- Supercopa da UEFA: 1998
- Supercopa da Inglaterra: 2000

### Treinador
Chelsea
- Copa da Inglaterra: 2011–12
- Liga dos Campeões da UEFA: 2011–12

### Individuais
- League One - Treinador do Mês: Novembro de 2008, Abril de 2009
- Premier League - Treinador do Mês: Setembro de 2010
- FA Cup - Treinador do Ano: 2012